# Йыгева
Йы́гева (эст. Jõgeva) — город в Эстонии, административный центр уезда Йыгевамаа.

## География
Расположен в восточной части Эстонии, на правом берегу реки Педья (бассейн Эмайыги). Расстояние до Таллина по шоссе — 155 км.

## Население
По данным переписи населения 2011 года, в Йыгева проживали 5501 человек, из них 5036 (91,5 %) — эстонцы.
По состоянию на 1 января 2020 года число жителей города составило 4959 человек, из них 2226 мужчин и 2733 женщины; детей в возрасте до 14 лет включительно — 720, лиц трудоспособного возраста (15–64 года) — 2981, лиц пенсионного возраста (65 лет и старше) — 1258.
По данным переписи населения 2021 года, в городе насчитывалось 5222 жителя, из них 4821 (92,5 %) — эстонцы.
Численность населения города Йыгева:

| Год  | 1922 | 1929   | 1934   | 1939   | 1959   | 1965   | 1970   | 1976   | 1980   | 1985   | 1988   | 2000   | 2006   | 2011   | 2021   |
| ---- | ---- | ------ | ------ | ------ | ------ | ------ | ------ | ------ | ------ | ------ | ------ | ------ | ------ | ------ | ------ |
| Чел. | 914  | ↗ 1396 | ↗ 1558 | ↗ 1594 | ↗ 2496 | ↗ 2537 | ↗ 3643 | ↗ 4990 | ↗ 5878 | ↗ 6567 | ↗ 7001 | ↘ 6420 | ↘ 6349 | ↘ 5501 | ↘ 5222 |

## История
Впервые упомянут в польской ревизии в 1599 году (Jagiwa). Из этих данных известно, что на землях будущего Йыгева была основана государственная мыза (фольварк). В двух с половиной километрах к северу от города Йыгева расположен одноимённый посёлок. Топоним Йыгева безусловно произошёл от названия реки Педья.
На военно-топографических картах Российской империи (1846–1901 годы), в состав которой входила Лифляндская губерния, на месте будущего города обозначена мыза — мз. Лайсхольмъ.
До 1876 года, когда через Йыгева прошла железная дорога Таллин—Тарту, он оставался маленьким посёлком (статус с 1919 года), затем начал развиваться и в 1938 году получил статус города.
В годы Второй мировой войны в Йыгева было разрушено 60 % зданий. В 1950-х годах в городе началась интенсивная строительная деятельность, были построены железнодорожный вокзал, здание городской администрации, дом культуры и многие другие общественные здания. Из более поздних построек город украшают дом связи, торговый центр (архитектор Арви Аасмаа (Arvi Aasmaa), 1983 год) и больница (архитектор Ильмар Пууметс (Ilmar Puumets), 1983). В 1979 году город был расширен в направлении деревень Эллаквере и Ыуна.
В 1950—1991 годах город Йыгева был центром Йыгеваского района.
В честь известных деятелей культуры, родившихся в городе, проводятся молодёжные фестивали: посвящённые Бетти Альвер осенние дни поэзии «Звёздный час» и посвященные Ало Маттийзену весенние дни музыки.
В городе был отмечен рекорд холода для Эстонии −43,5 °C.
Планируется строительство православной церкви Московского патриархата.
Ежегодно, в последнюю субботу июля через город проезжает мотопарад традиционного мероприятия Йыгеватрефф, проходящего на озере Куремаа.

## Известные уроженцы
- Бетти Альвер
- Александр Селевко
- Робин "ropz" Кул

## Города-побратимы
Города-побратимы бывшего городского муниципалитета Йыгева:
- Кеуруу, Финляндия[14]
- Карлстад, Швеция[15]
- Каарина, Финляндия[16]
- Монастир, Тунис[источник не указан 1539 дней]

## Галерея

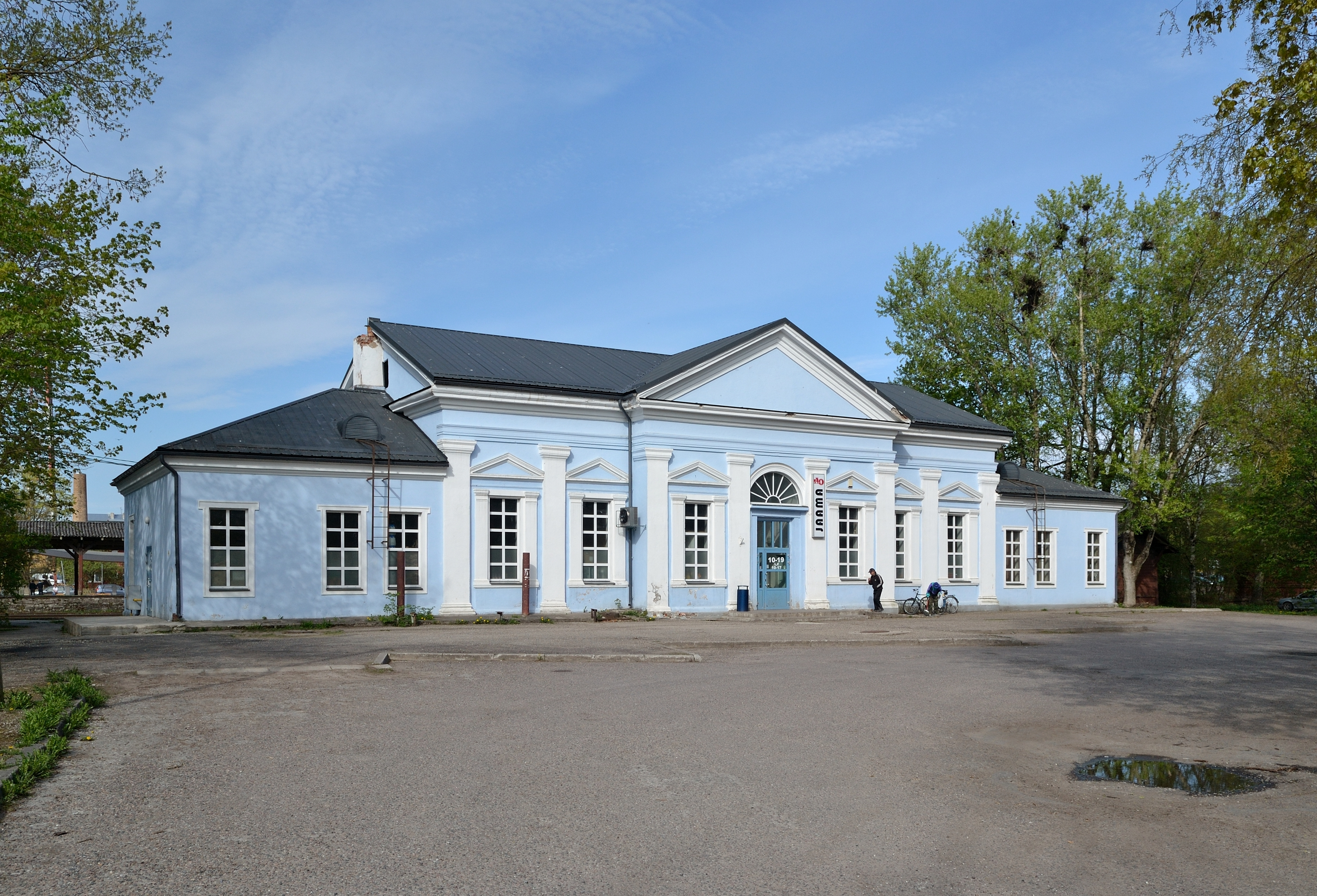
Здание бывшего железнодорожного вокзала Йыгева
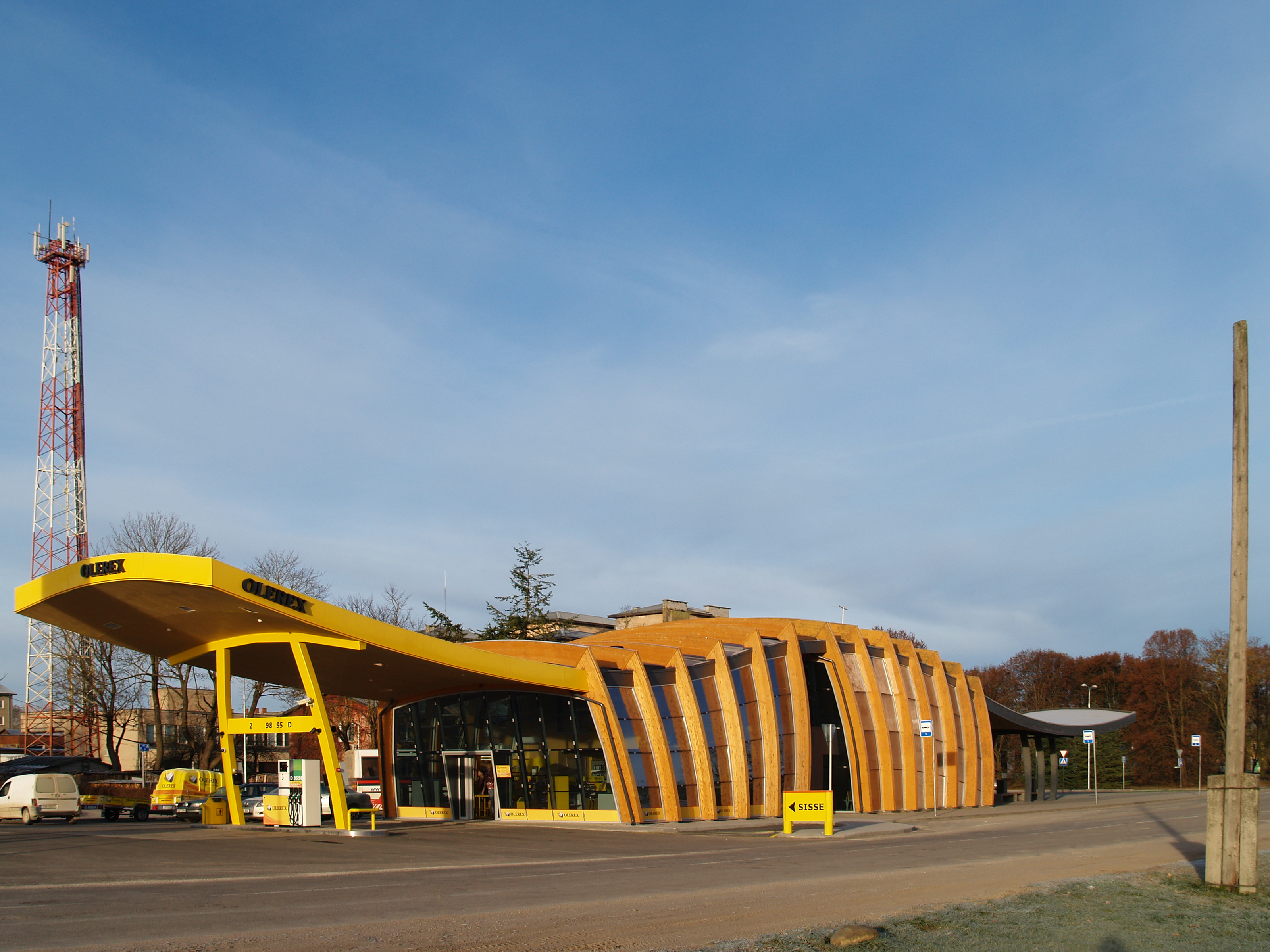
Автобусная станция Йыгева
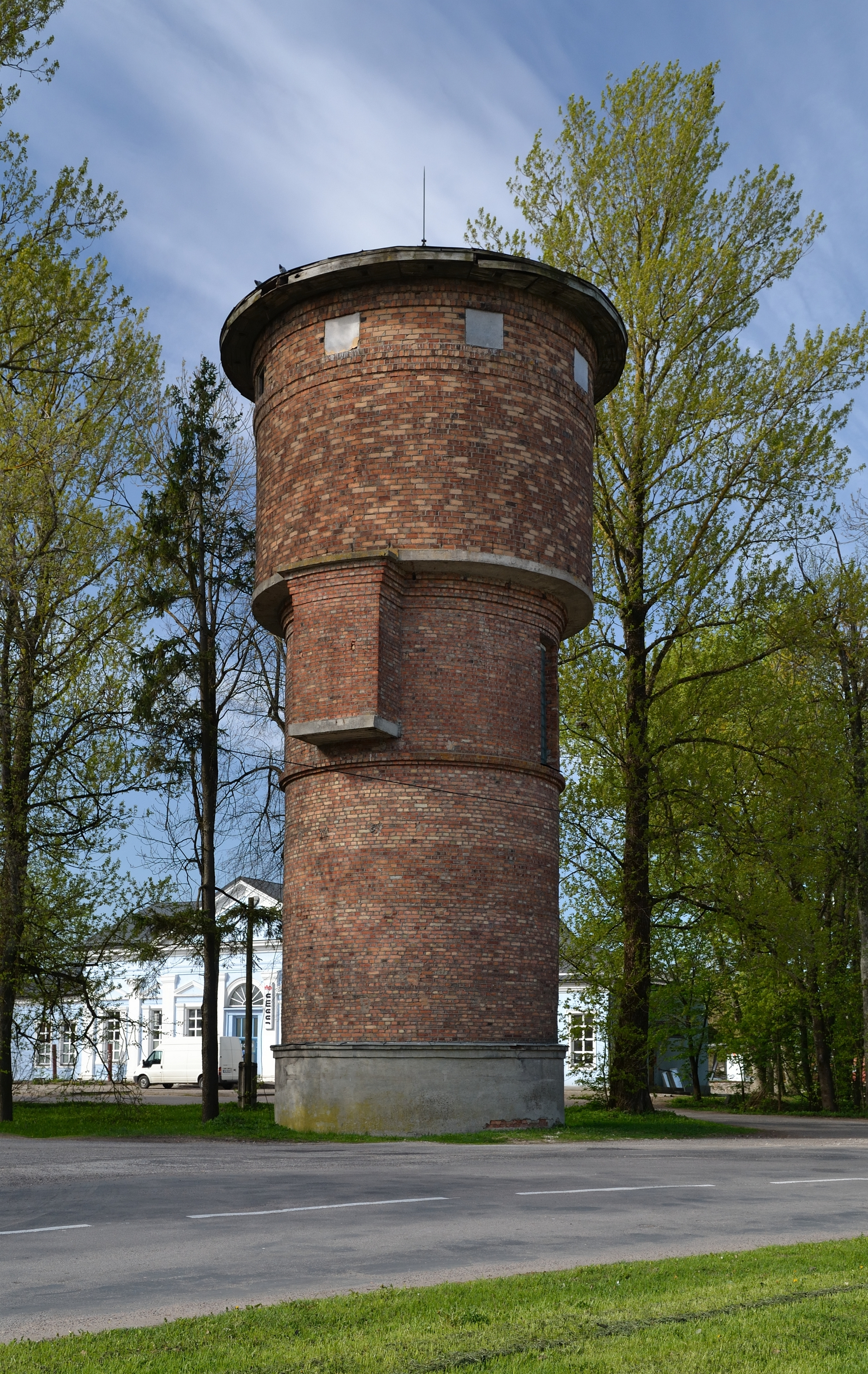
Водонапорная башня
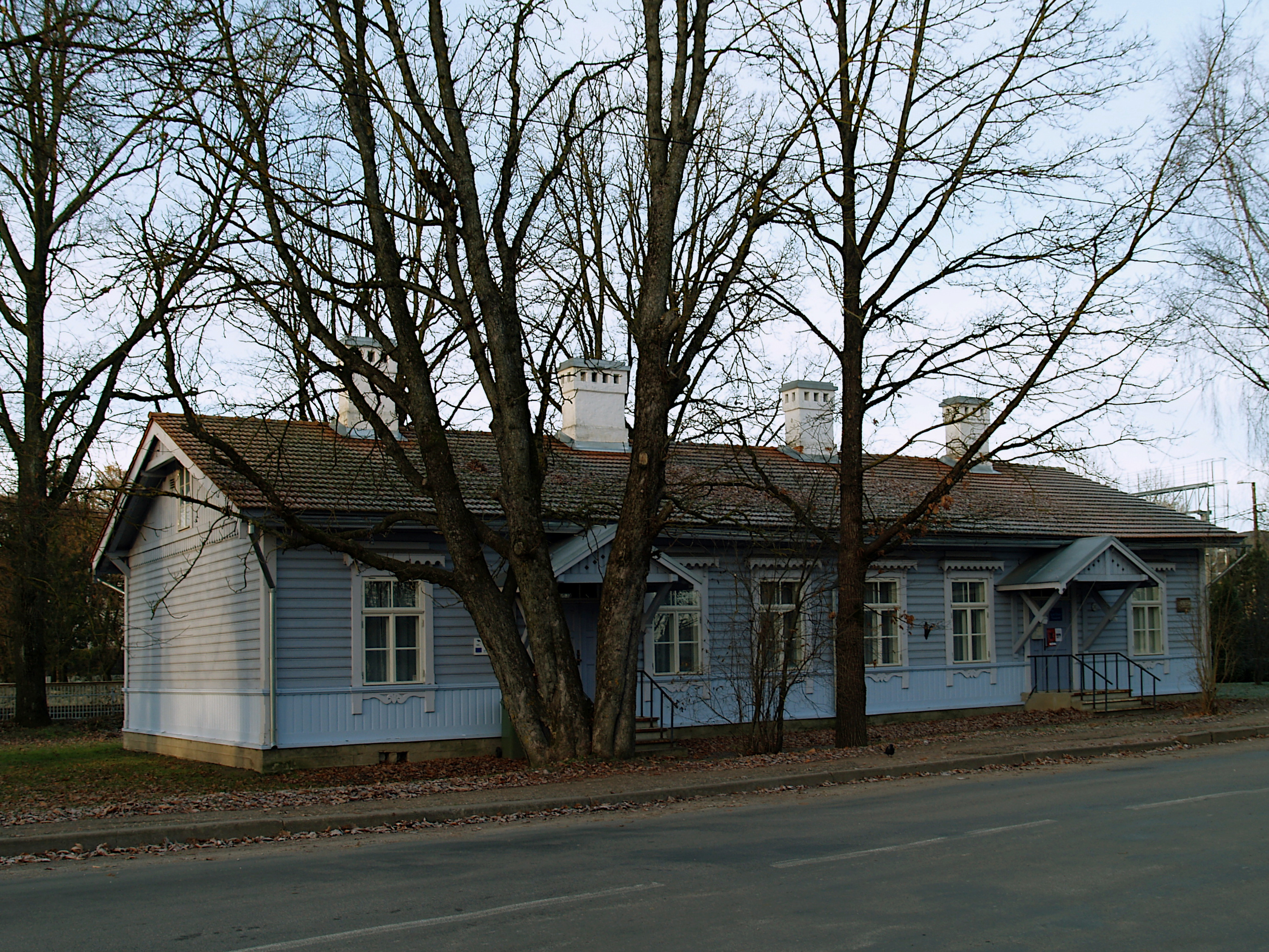
Музей Бетти Альвер
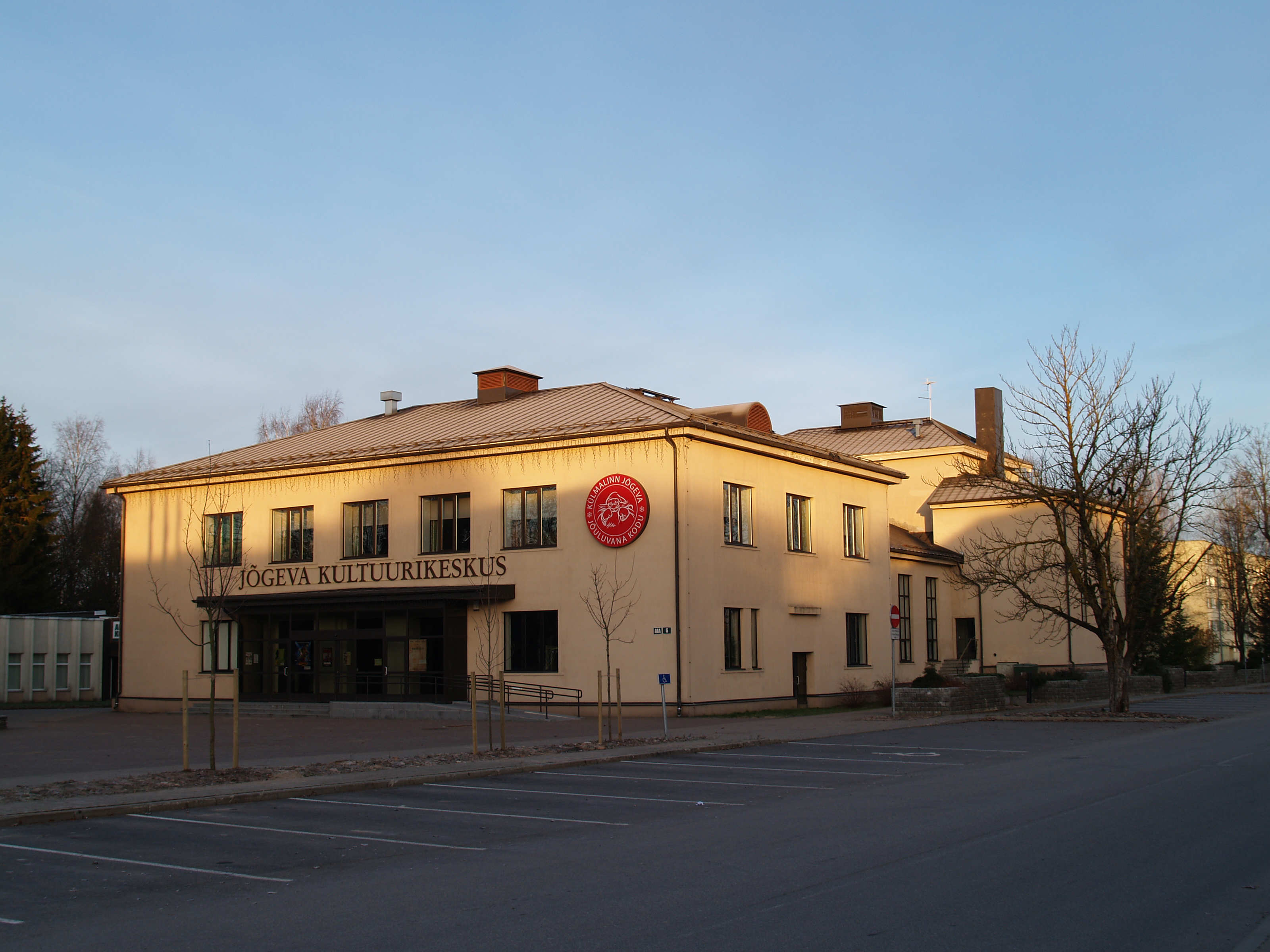
Культурный центр Йыгева
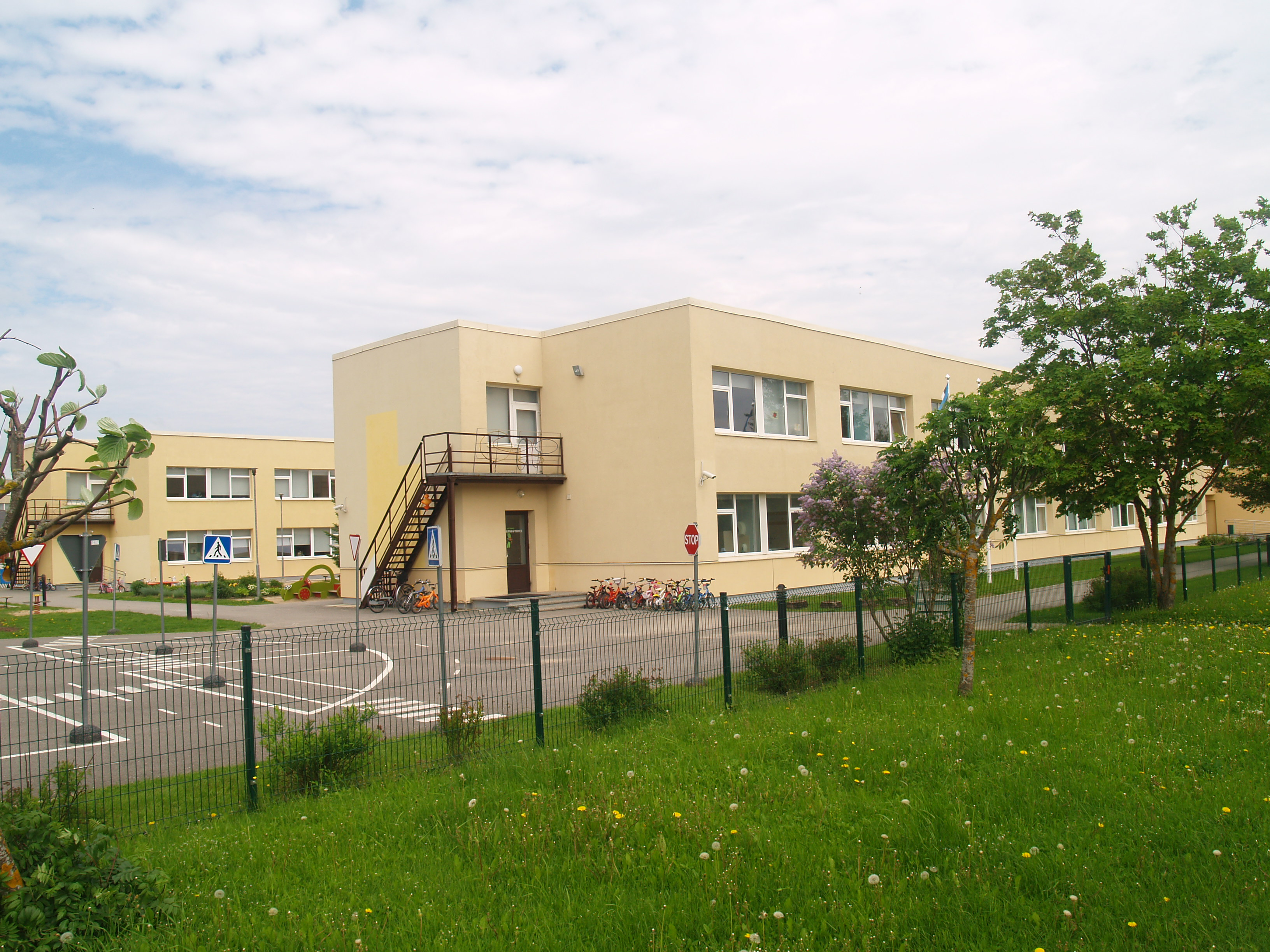
Детский сад
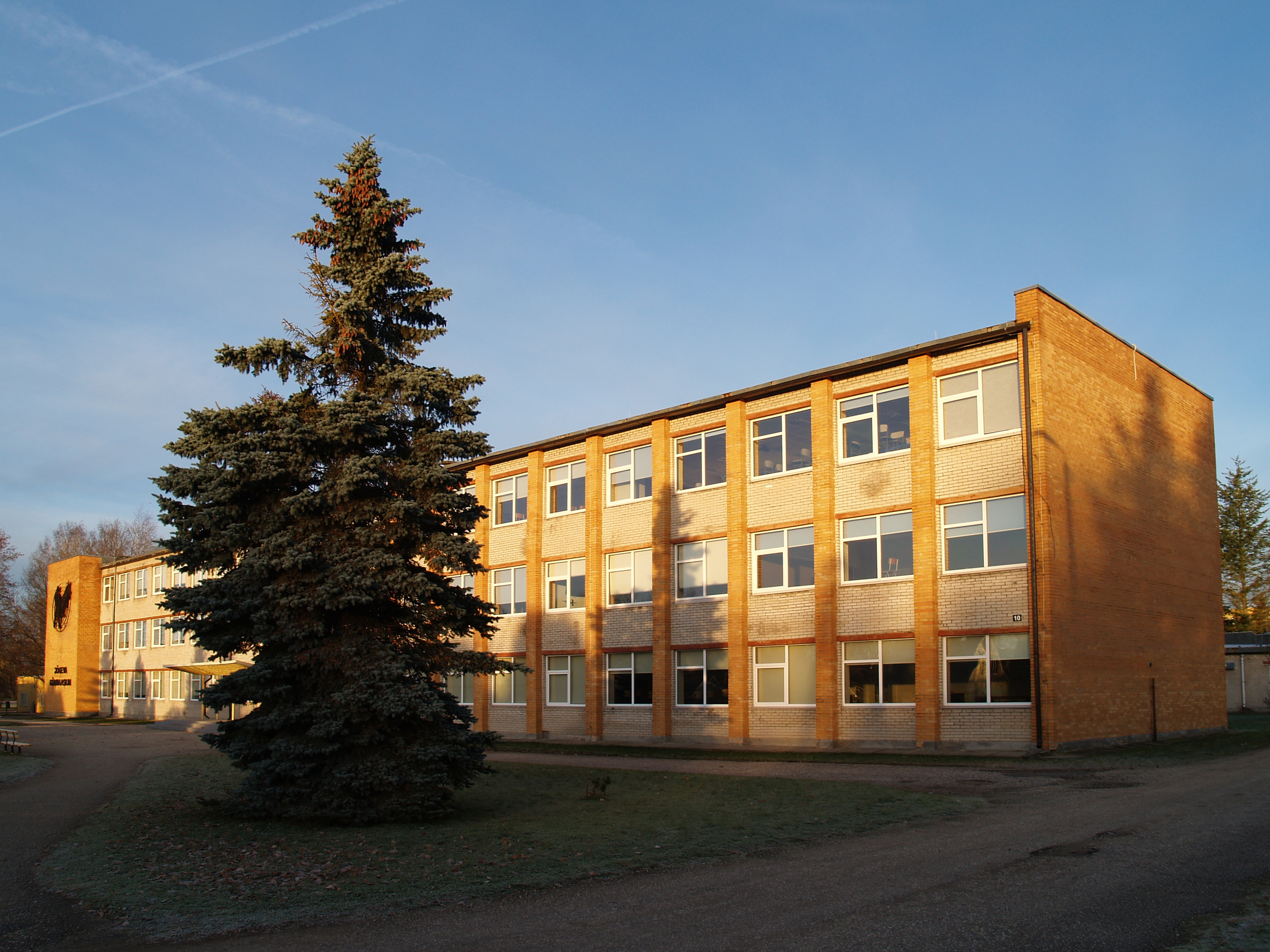
Гимназия
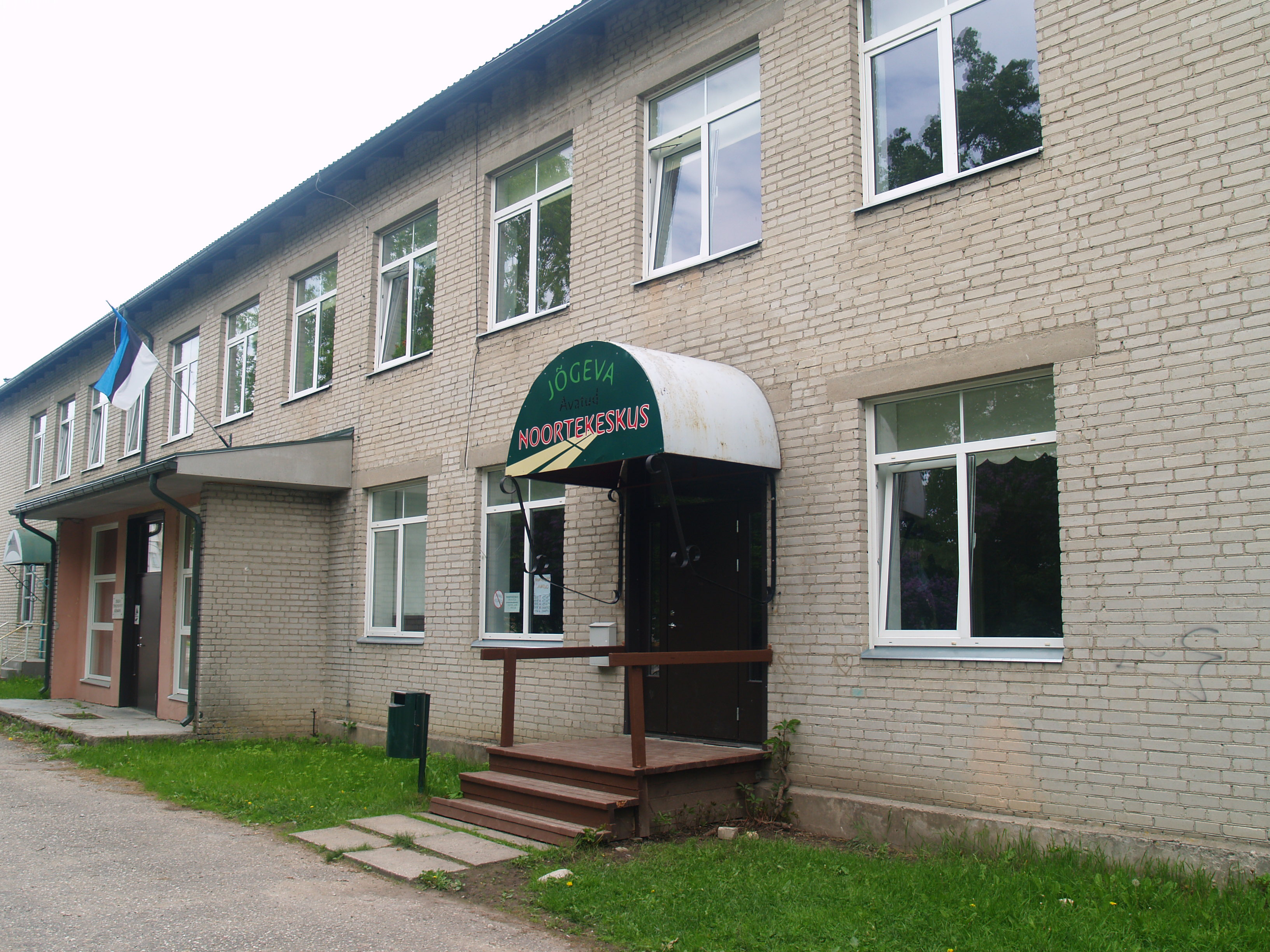
Молодёжный центр
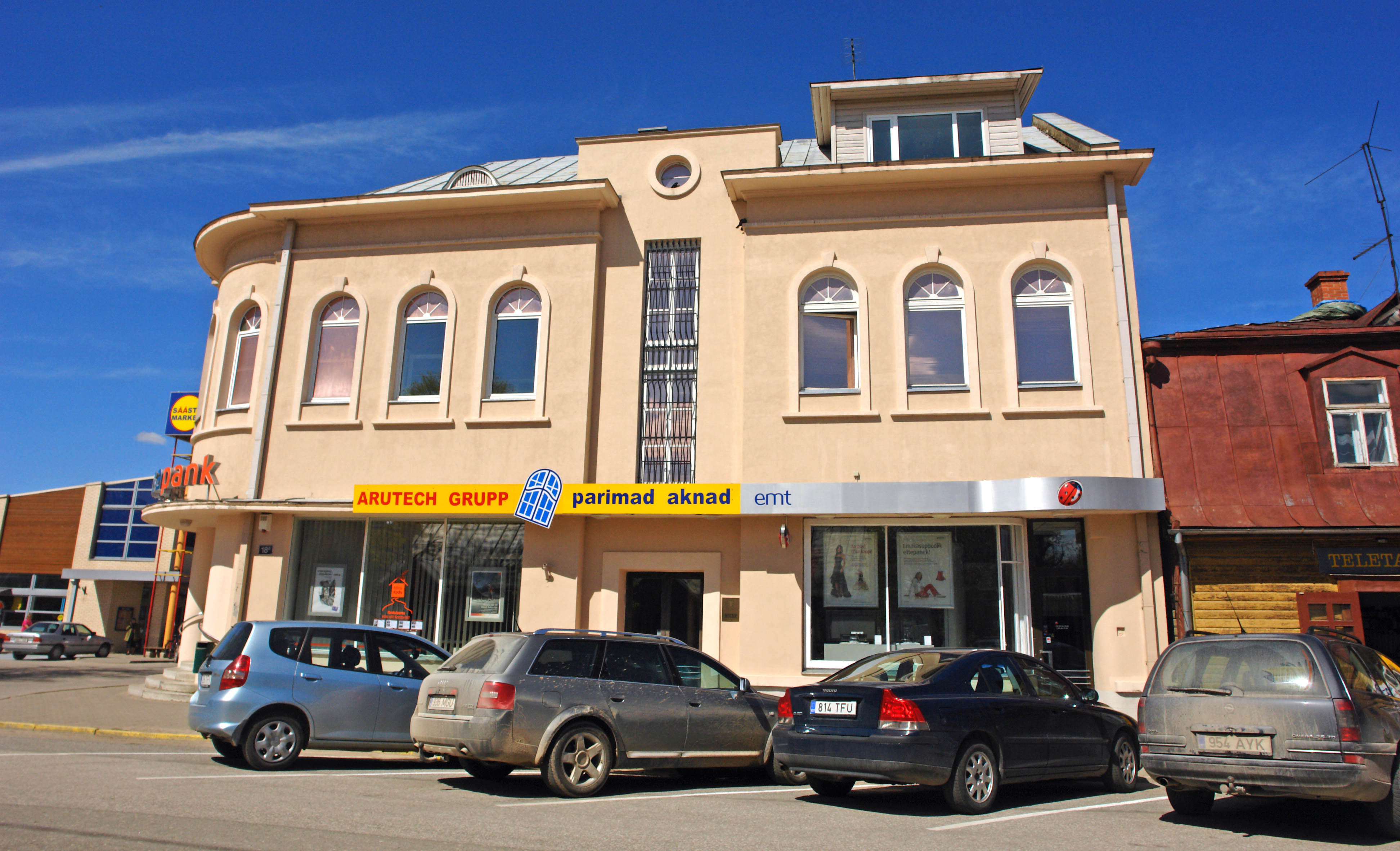
Здание банка
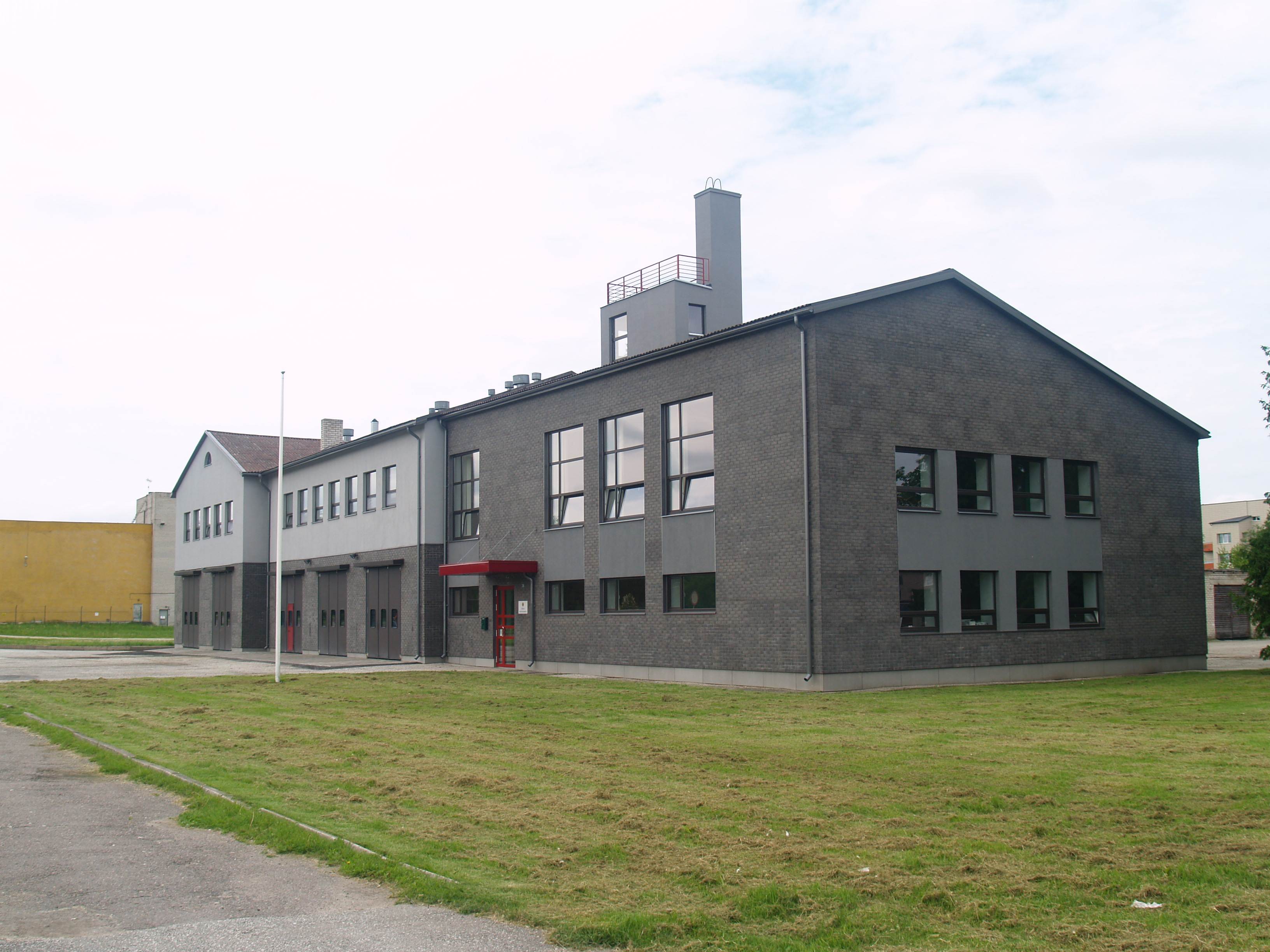
Здание спасательной команды

## Комментарии
1. ↑  Эстонские топонимы, оканчивающиеся на -а, не склоняются и не имеют женского рода (исключение — Нарва)